# Amath M’Baye
Amadou-Amath M’Baye (* 14. Dezember 1989 in Bordeaux) ist ein französischer Basketballspieler.

## Laufbahn
M’Baye, dessen aus dem Senegal stammenden Eltern ebenfalls Basketball spielten, wuchs teils in Frankreich, teils im Heimatland seiner Eltern auf, wo er dem Surfen nachging, ehe er sich mit 16 Jahren ganz dem Basketballsport widmete. Als Jugendlicher spielte er Basketball bei den Vereinen JSA Bordeaux und STB Le Havre, 2008 ging er in die Vereinigten Staaten und besuchte die Stoneridge Preparatory School im Bundesstaat Kalifornien, Von 2009 bis 2011 studierte und spielte er an der University of Wyoming. Er ging dann an die University of Oklahoma, musste aufgrund der Wechselbestimmungen der NCAA die Saison 2011/12 aussetzen und stand 2012/13 dann in 32 Spielen für Oklahoma auf dem Feld (10,1 Punkte sowie 5,2 Rebounds/Begegnung). Im Frühjahr 2013 meldete sich M'Baye zum Draftverfahren der NBA an, blieb dort jedoch unberücksichtigt.
M’Baye brachte die ersten drei Jahre seiner Laufbahn als Berufsbasketballspieler (2013 bis 2016) in Japan zu und stand dort in Diensten der Mannschaft Mitsubishi Diamond Dolphins. Bezüglich der statistischen Werte war das Spieljahr 2014/15 sein erfolgreichstes in Japan, als er im Durchschnitt 23,8 Punkte sowie 8,5 Rebounds je Begegnung erreichte. Im Sommer 2016 wechselte der Franzose zum italienischen Erstligisten Enel Basket Brindisi und erzielte für die Mannschaft in 30 Ligaspielen im Schnitt 17,7 Punkte. Im Spieljahr 2017/18 stand er bei Olimpia Mailand unter Vertrag, wurde mit der Mannschaft italienischer Meister und sammelte dort erste Erfahrungen in der EuroLeague.
Im Juli 2018 wurde er von einem weiteren italienischen Erstligisten, Virtus Bologna, unter Vertrag genommen, Mit Bologna gewann er im Frühjahr 2019 die Champions League. Im Endspiel der Champions League erzielte er 16 Punkte. Der Franzose verließ am Ende der Saison 2018/19 Italien und schloss sich dem türkischen Erstligisten Pinar Karsiyaka SK an. Nachdem der Franzose in der Saison 2021/22 das beste seiner drei Spieljahre für Karşıyaka (15,1 Punkte, 4,5 Rebounds und 1,9 Vorlagen/Spiel) bestritten hatte, nahm er in der Sommerpause 2022 ein Angebot der türkischen Spitzenmannschaft Anadolu Efes SK an. Er wurde mit der Mannschaft 2023 türkischer Meister.
Ende Juni 2023 gab ZSKA Moskau die Verpflichtung des Franzosen bekannt. Er gewann mit der Mannschaft 2024 und 2025 den Meistertitel in der Liga VTB. 2025 wechselte er zu Paris Basketball.

### Nationalmannschaft
2009 nahm er mit Frankreichs U20-Nationalmannschaft an der Europameisterschaft teil. 2019 wurde er ins französische Aufgebot für die Weltmeisterschaft in China berufen. Bei der Weltmeisterschaft 2019 gewann er mit Frankreich Bronze. 2022 wurde er mit Frankreich Zweiter der Europameisterschaft.